# Natale D'Amico
Natale Maria Alfonso D'Amico (Vibo Valentia, 1º novembre 1955) è un politico italiano.

## Biografia

### Attività politica
È stato eletto deputato nel 1996 per Rinnovamento Italiano, il movimento politico ispirato da Lamberto Dini e nel Governo Amato II, tra il 2000 e il 2001, ha ricoperto il ruolo di sottosegretario al Ministero delle Finanze.
Eletto senatore nel 2001, è stato per un anno vicepresidente del gruppo parlamentare della Margherita.
Confermato senatore alle elezioni politiche del 2006, è stato nominato segretario alla presidenza del Senato. Il 18 settembre 2007 lascia la Margherita, abbandonando il processo di fondazione del Partito Democratico, e segue Lamberto Dini nella costituzione del movimento dei Liberal Democratici.
Il 24 gennaio 2008, però, si dissocia dalle posizioni di Dini, votando la fiducia al Governo Prodi II, contrariamente alle indicazioni del movimento che si era espresso per il no. Successivamente, si sfila quindi dalla formazione diniana - aderente al Popolo della Libertà, non ricandidandosi alle elezioni con nessuna delle liste presenti.
Dal maggio 2010 è consigliere della Corte dei conti. Collabora con l'Istituto Bruno Leoni.